# B.B. King
B.B. King, "Blues Boy" King; egentligen Riley B. King, född 16 september 1925 i Berclair, Leflore County, Mississippi, död 14 maj 2015 i Las Vegas, Nevada, var en amerikansk gitarrist och sångare. 
B.B. King räknas som en av de största artisterna inom bluesen (han spelade även soul) och är känd för att tillsammans med sin gitarr Lucille (en specialbyggd Gibson ES-355 utan f-hål) ha turnerat mycket och ofta. Hans mest berömda och framgångsrikaste låt är "The Thrill is Gone" (1969). Sina första singelframgångar åtnjöt han dock redan 1955 med låtarna "Ten Long Years" och "Everyday I Have the Blues". Några andra kända låtar är "Sweet Little Angel" (1956), "Sweet Sixteen" (1960), "Rock Me Baby" (1964), "Paying the Cost to Be the Boss" (1968), "Ask Me No Questions" (1971), "Ain't Nobody Home" (1972), och "To Know You Is to Love You" (1973).
B.B. King är den mest kända bluesgitarristen i världen. Han började tidigt med gospel, vilket präglade hans intensiva sångsätt. King räknas tillsammans med Muddy Waters till de mest stilbildade bluesmusikerna och har påverkat en mängd moderna rockmusiker. B.B King, Albert King och Freddie King har kallats för "The three Kings of electric bluesguitar".

## Biografi

### De tidiga åren
Riley B. King föddes den 16 september 1925 i Berclair mellan Itta Bena och Indianola, Mississippi. Hans föräldrar Albert King och Nora Ella Farr separerade när han var ett litet barn, och han bodde då några år tillsammans med sin mor och hennes nya man i Mississippi Hills. När King var nio år dog hans mor, och hans far Albert tog då hand om honom. King fick i sina tidiga tonår börja arbeta på en bomullsfarm i Indianola.
King började även vid denna tid sin musikaliska bana och sjöng gospel i kyrkan, han fick också uppträda professionellt med den kända sånggruppen “St. John Gospel Singers”. Men King fick inte sjunga blues överhuvudtaget, den musiken ansågs nämligen vara djävulens musik. Trots denna syn på bluesen fortsatte han att lyssna på stora bluesartister som Sonny Boy Williamson och Lonnie Johnson på sin fasters radioapparat.
Till slut fick King, då han var 12 år gammal, låna pengar av sin chef på farmen där han arbetade för att köpa sin första gitarr och även ta musiklektioner. King blev snabbt en duktig bluesmusiker och började snart att tjäna mer pengar på att sjunga och spela gitarr på gatorna inne i staden på lördagarna, än vad han skrapade ihop på plantagen i veckorna.

### Karriär: 1948-2015
År 1948 lämnade King Mississippi och flyttade till Memphis där han hoppades kunna få förverkliga sina musikaliska drömmar.
Efter en kort tjänstgöring i armén flyttade han till sin kusin Booker White som också var bluesmusiker. King försökte att efterlikna Whites gitarrstil, detta hjälpte King att till slut utveckla sin egen säregna stil.
Efter en tid sökte King upp Sonny Boy Williamson som drev en radioshow i västra Memphis och bad att få spela en sång för honom. Williamson tillät detta och blev så imponerad att han erbjöd King en plats i sin radioshow och en chans att få spela på “Miss Annie's 16th Street Grill”. Detta erbjudande möjliggjorde att han kunde annonsera om sina kommande konserter och snart blev King och hans trio riktigt populära.
King blev efter ett tag en känd radioprofil och gick under namnet “The Beale Street Blues Boy” som förkortades till "Bee-Bee" och till sist förkortades dessa till hans kända initialer “B.B”.
Men King tröttnade efter en tid på radion och bestämde sig för att han ville börja spela in skivor. Han skrev på för Bullet Records och år 1949 spelade han in fyra låtar på radiostationen, däribland "Miss Martha King" och "I got Blues." Han fortsatte även att uppträda i Memphis som vanligt. Musikern och talangscouten Ike Turner förde samman King med ett annat stort skivbolag, Modern Records, vilket ledde till att år 1951 kom hans allra första singel "Three O'Clock Blues". Singeln blev en hit.

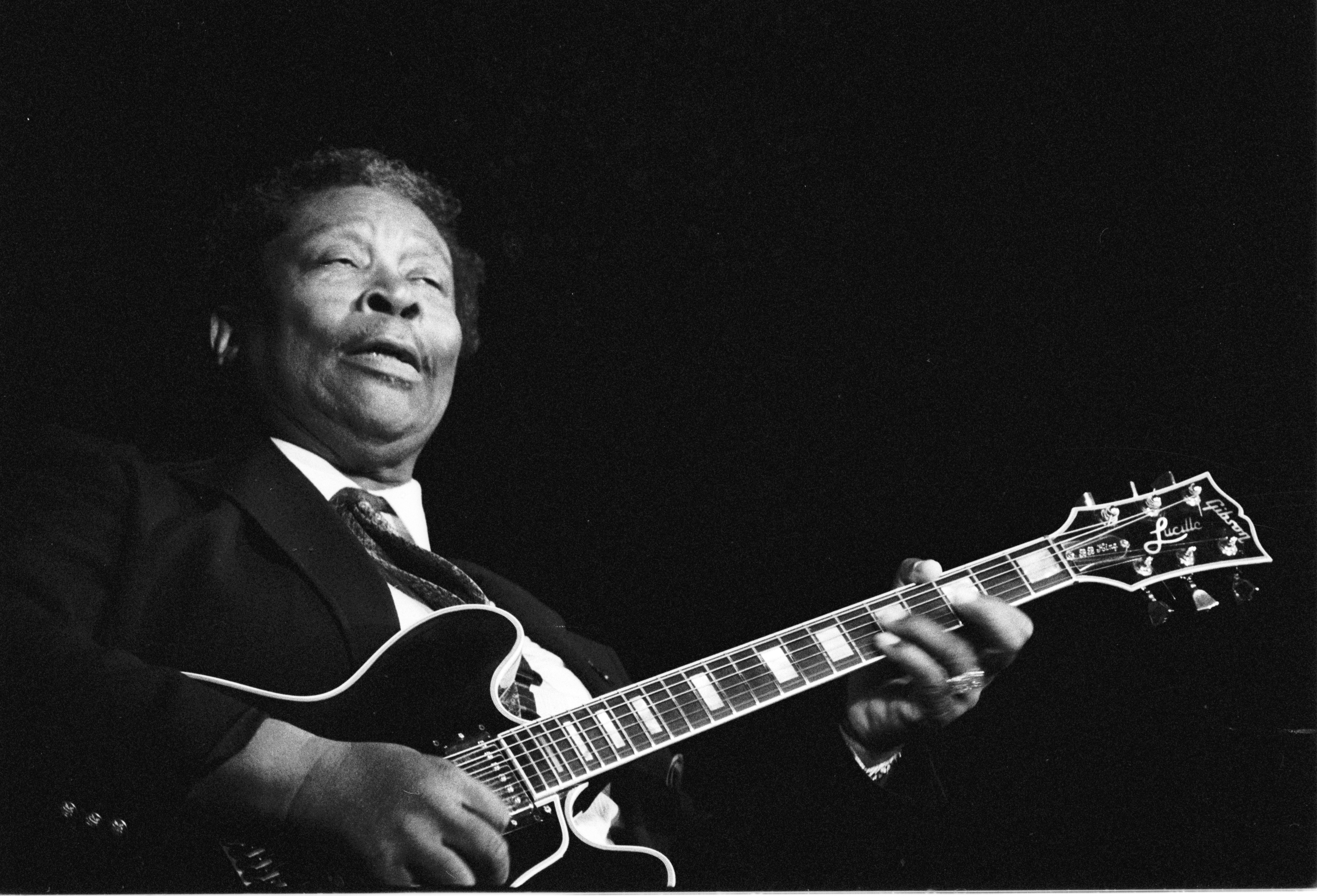
B. B. King spelar i Deauville, Frankrike, 1989.

King fortsatte att spela in musik och gjorde flera andra låtar som också blev hits, och vid mitten av 1950-talet gjorde han dessutom cirka tre hundra spelningar om året. Han skulle hålla detta schema i över tjugo år. Trots att han direkt distanserade sig ifrån rock'n'rollvågen som kom under 1950-talet, kunde han ändå inte förhindra att lägga sig till med en del drag från några av de rockers som dök upp, som Little Richard och Fats Domino bland annat.
År 1962 bytte King skivbolag till ABC records och år 1965 släpptes hans första album, Live at the Regal. Efter mordet på Martin Luther King Jr 1968 anordnade King en välgörenhetskonsert tillsammans med bland annat Jimi Hendrix och Buddy Guy till förmån för organisationen som bildades till Luther Kings minne, “Southern Christian Leadership Conference”. I slutet av 60-talet, när flera stora bluesinspirerade rockband grundades, började populariteten för blues att minska hos den afroamerikanska skaran. Då lyckades King attrahera en yngre vithyad publik till bluesen. År 1969 släppte han singeln "The Thrill Is Gone" vilken blev oerhört framgångsrik och populär, och än idag är hans största hit. Singeln blev år 1970 tilldelad en Grammy.
King fortsatte att vara mycket aktiv under 1980-talet med cirka 300 spelningar per år. Han hade även vid den här tiden fått ett sådant erkännande inom blueskretsar att han numera var ansedd att vara en levande blueslegend. År 1984 vann King ännu en grammy för bästa traditionella bluesinspelning med albumet “Blues n' Jazz”. År 1988 gästspelade han på U2s album Rattle and Hum.
År 1991 öppnade King sin egen bluesklubb på Beale Street i Memphis, som han döpte till “B.B King Blues Club”. Tre år senare öppnade han ännu en klubb på Universal City Walk i Los Angeles. Han öppnade sedan ytterligare fem bluesklubbar runtom i USA.
I februari 2001 vann King återigen en Grammy i kategorin traditionellt bluesalbum för sitt album “Riding with the King” som han spelade in tillsammans med Eric Clapton.
År 2002 och 2005 vann han en Grammy i kategorin bästa traditionella Bluesalbum för albumen "A Christmas Celebration of Hope" respektive "80". 
Under 2012 medverkade King tillsammans med bland annat Mick Jagger, Buddy Guy och Jeff Beck i en fest för Bluesen i Vita huset där också presidenten deltog. I slutet av 2012 hade dokumentären "BB King: The Life of Riley" premiär. 
Under sina 64 år som artist uppträdde King på över 15 000 föreställningar.

## Död
B.B. King avled i sömnen klockan 21.40 den 14 maj 2015 efter en tids sjukdom.

## Familj
King var gift två gånger och fick 15 barn. Han underströk ofta sin ånger över sitt väldiga turnerade vilket hindrade honom från att vara hemma och se barnen växa upp. Efter att King fyllde 60 trappade han ner på turnerandet för att kunna umgås mer med familjen.

## Utrustning och arv
En gång när King spelade på en dansklubb i Twist i Arkansas, hamnade två män i slagsmål och råkade ramla över ett element och starta en brand som spred sig i klubben. King flydde från den brinnande byggnaden men när han gjort det kom han på att hans sextio-dollar-gitarr var kvar därinne och han sprang tillbaka in, i ett livsfarligt försök att rädda den. Han lyckades och de båda kom ut oskadda. Efteråt när han upptäckte att de män som hade startat branden slogs om en kvinna som hette Lucille, så gav han samma namn till sin kära gitarr, en Gibson L-30. King hade sedan dess många gitarrer som fick namnet Lucille. Den Lucille-gitarr som främst förknippats med King, är en Gibson ES-355 som saknar s.k. f-hål.
King har kallats för både "King of the Blues" och "ambassadör Blues", och han betraktas idag allmänt som en av de mest inflytelserika bluesgitarristerna genom tiderna. B.B. King har inspirerat otaligt många artister och musiker inom exempelvis elektrisk blues och bluesrock, bland andra Jimi Hendrix, Jimmy Page, Eric Clapton, Duane Allman, Peter Green, Derek Trucks, Robert Cray, John Mayer, Elmore James, Bob Marley och Stevie Ray Vaughan.

## Utmärkelser
- 1980 – Invald i Blues Hall of Fame.
- 1987 – Invald i Rock and Roll Hall of Fame.
- 1988 – Grammy för "en livstid av bedrifter".
- 1990 – “Presidential Medal of Arts” av den dåvarande presidenten George HW Bush.
- 1995 – “Kennedy Center Honors” av dåvarande presidenten Bill Clinton.
- 2000 – Invald i “Mississippi Musicians Hall of Fame”.
- 2004 – Polarpriset.[11]
- 2006 – Frihetsmedaljen av dåvarande presidenten George W. Bush.

- King hamnade på 6:e plats på musiktidningen Rolling Stones lista över de hundra bästa gitarristerna genom tiderna.[12]

## Diskografi
- Singin' the Blues (1956)
- The Blues (1958)
- B.B. King Wails (1959)
- Sings Spirituals (1959)
- The Great B.B. King (1960)
- My Kind of Blues (1960)
- King of the Blues (1960)
- Blues For Me (1961)
- Blues in My Heart (1962)
- Easy Listening  (1962)
- B.B. King (1963)
- Mr. Blues (1963)
- Confessin' the Blues (1966)
- Blues on Top of Blues (1968)
- Lucille (1968)
- Live & Well (1969)
- Completely Well (1969)
- Indianola Mississippi Seeds (1970)
- B.B. King in London (1971)
- L.A. Midnight (1972)
- Guess Who (1972)
- To Know You Is to Love You (1973)
- Friends (1974)
- King Size (1977)
- Midnight Believer (1978)
- Take It Home (1979)
- There Must Be a Better World Somewhere (1981)
- Love Me Tender (1982)
- Blues 'N' Jazz (1983)
- Six Silver Strings (1985)
- King of the Blues: 1989 (1988)
- There Is Always One More Time (1991)
- Blues Summit (1993)
- Lucille & Friends (1995)
- Deuces Wild (1997)
- Blues on the Bayou (1998)
- Let the Good Times Roll (1999)
- Makin' Love Is Good for You (2000)
- Riding with the King (2000, with Eric Clapton)
- A Christmas Celebration of Hope (2001)
- Reflections (2003)
- B. B. King & Friends: 80 (2005)
- One Kind Favor (2008)